# أدريان كامب
أدريان كامب (بالإنجليزية: Adrienne Camp)‏ هي مغنية وكاتبة غنائية جنوب أفريقية، ولدت في 12 يوليو 1981 في بورت إليزابيث في جنوب أفريقيا.

## وصلات خارجية
- أدريان كامب على موقع ميوزك برينز (الإنجليزية)
- أدريان كامب على موقع ميوزك برينز (الإنجليزية)
- أدريان كامب على موقع ديسكوغز (الإنجليزية)